# مودوبار دي لا إيمباريدادا
بلدية مودوبار دي لا إيمباريدادا (بالإسبانية: Modúbar de la Emparedada)‏, هي إحدى بلديات مقاطعة برغش, التي تقع في منطقة قشتالة وليون, والتي تقع في شمال غرب إسبانيا.
يبلغ عدد سكانها 309 نسمة وفقاً لإحصائية سنة (2002).